# セバスティアーノ・ヴィスコンティ・プラスカ
セバスティアーノ・ヴィスコンティ・プラスカ（Sebastiano Visconti Prasca  1883年1月23日 - 1961年2月25日）は、イタリア王国の軍人。最終階級は陸軍中将。

## 軍歴
1883年1月23日、首都ローマにヴィスコンティ家の血を引く貴族の子として生まれ、モデナ陸軍士官学校に進んで陸軍士官となった。第一次世界大戦において軍功を挙げ、終戦までに武功十字章、武功青銅勲章を受勲している。1924年、ユーゴスラビアに駐在武官として赴任してベオグラードで勤務している。1934年、旧協商国と国際連盟が管理するザール地方でイタリア陸軍駐屯部隊の司令官を務め、任務を終えた後は再び駐在武官に戻ってドイツやフランスに赴任した。
1938年、準自動車化部隊である第2快速師団『鉄頭公エマヌエーレ・フィリベルト』の師団長に任命された。
第二次世界大戦においてイタリア王国軍及びアルバニア総督軍によるギリシャ遠征が計画されると、陸軍中将として前線拠点となるアルバニアで遠征に向けた準備を進めた。イタリア陸軍は希土戦争の戦訓からギリシャ軍を侮る将官らが存在したが、彼もまたその一人であった。国家指導者であるベニート・ムッソリーニに対して過度に楽観的な見通しを伝え 、誤った軍事上の判断材料を与えてしまった。
1940年10月28日、編成されたアルバニア方面軍によるギリシャ遠征を指揮したが、彼の率いる軍勢は山岳地帯に防衛線を構築したギリシャ軍に苦戦を強いられて進軍は停滞した。同年11月13日、遠征2週間目に前線司令官を解任され、ウバルド・ソッドゥ陸軍大将が後任となった。司令官解任後、この決定やその後の人事を不服として軍務から離れ、実質的に退役状態となった。
1943年9月、イタリア王国とイタリア社会共和国（RSI）による内戦が始まると反独派のレジスタンス運動に協力した事から拘束され、政治犯としてRSI政府からナチスドイツに引き渡された。ナチスによる裁判では死刑が言い渡されたが、後に終身刑に減刑された。1945年、収監されていた政治犯収容所をソ連軍が占領した事で解放され、直後に起きたベルリン攻防戦の目撃者にもなった。
1946年、終戦後のイタリアに帰国してギリシャ遠征についての回顧録を執筆している。1961年2月25日、モンテ・ポルツィオ・カトーネで死去した。